# 美少年之戀
《美少年の恋》是一套1998年首映的香港劇情片，由楊凡執導，馮德倫、吳彥祖以及舒淇等主演。

## 故事內容
故事圍繞角色間的感情關係，性工作者 Jet 戀上警察 Sam，而 Sam 以前與 Jet 的室友阿青以及巨星 K.S. 有一段緣，之後 Jet 又與 K.S. 搭上了。是一個四角關係，兜兜轉轉的愛情故事。

## 影射1995年警鴨案
影片片中Joe Junior角色影射1995年警鴨案中的富商劉定成 
，劉定成在2012年接受訪問承認當年楊凡透過導演劉國昌介紹跟他認識，《美》片部份劇情乃是以他真人真事拍成，當年劉定成曾要求由江華扮自己，但最終電影選了Joe Junior，劉定成直指Joe Junior又老又禿頭，與自己一點也不相似。 

## 演員表
- 馮德倫 - 飾 Jet
- 吳彥祖 - 飾 Sam
- 曾仕賢 - 飾 阿青
- 尹子維 - 飾 K.S.
- 舒淇 - 飾 Kana
- 曾江 - 飾 Sam 父
- 焦姣 - 飾 Sam 母
- 林文才 - 飾 Sindy
- 侯煥玲 - 飾 Sindy 母
- 張達明 - 飾 徐老闆
- 黃霑 - 飾 太平紳士
- 羅利期 (Joe Junior) - 飾 Gucci
- 方保羅
- 林偉亮
- 吳康寧 - 飾 富商
- 嚴沾林
- 馬敏明
- 林青霞 - 國語旁白

## 原聲帶曲目
1. 你在拍拖
2. 答案
3. 偶遇
4. 不是多話的人
5. 他過著另一種生活
6. 開心的時候
7. 看這屋裡的一切
8. 山城上的小公寓
9. 阿暉？
10. 父親的眼角曾有淚
11. 煉獄般的生活
12. 第一次夢見他《答案》

## 主題曲
- 〈答案〉作詞：姚謙，作曲、編曲：鮑比達，演唱者：李玟

## 獎項
| 頒獎典禮     | 獎項             | 名單   | 結果 |
| ------------ | ---------------- | ------ | ---- |
| 第35屆金馬獎 | 最佳美術設計     | 楊凡   | 提名 |
| 第35屆金馬獎 | 最佳原創電影音樂 | 鮑比達 | 提名 |

## 外部連結
- 開眼電影網上《美少年之戀》的資料（繁體中文）
- 香港影庫上《美少年之戀》的資料（繁體中文）
- 豆瓣电影上《美少年之戀》的資料 （简体中文）
- 时光网上《美少年之戀》的資料（简体中文）
- 爛番茄上《美少年之戀》的資料（英文）
- AllMovie上《美少年之戀》的资料（英文）
- 互联网电影数据库（IMDb）上《美少年之戀》的资料（英文）